# Geometria convexa
Em matemática, geometria convexa é o ramo da geometria estudando conjuntos convexos, principalmente no espaço euclidiano. Conjuntos convexos ocorrem naturalmente em muitas áreas: geometria computacional, análise convexa, geometria discreta, análise funcional, geometria dos números, geometria integral, programação linear, teoria da probabilidade, etc.